# Géographie de la Haute-Marne
 (février 2014).
Si vous disposez d'ouvrages ou d'articles de référence ou si vous connaissez des sites web de qualité traitant du thème abordé ici, merci de compléter l'article en donnant les références utiles à sa vérifiabilité et en les liant à la section « Notes et références ».

## Généralités
| \| Vallage Bassigny Châtillonnais Plateau de Langres Barrois champenois Perthois La Meuse La Marne Le Rognon \| Carte topographique et localisation des régions naturelles dans le département |
| Vallage Bassigny Châtillonnais Plateau de Langres Barrois champenois Perthois La Meuse La Marne Le Rognon                                                                                      |

Le département de la Haute-Marne tire son nom de la Marne, rivière qui prend sa source près de Langres. Cette rivière le parcourt sur plus de 120 kilomètres.
Il est situé à l’est du Bassin parisien et est caractérisé par une suite concentrique de cuestas.
L'extrême sud du département correspond au centre du seuil morvano-vosgien : plateau de Langres, où se trouve le point culminant de la Haute-Marne (le Haut de Baissey à 523 m), Barrois méridional et Apance-Amance.
L'orographie s'abaisse au nord vers les plaines du Perthois et du Pays du Der, où se situent ses points les plus bas (Puellemontier – 117 mètres).

Paysages de la Haute-Marne :
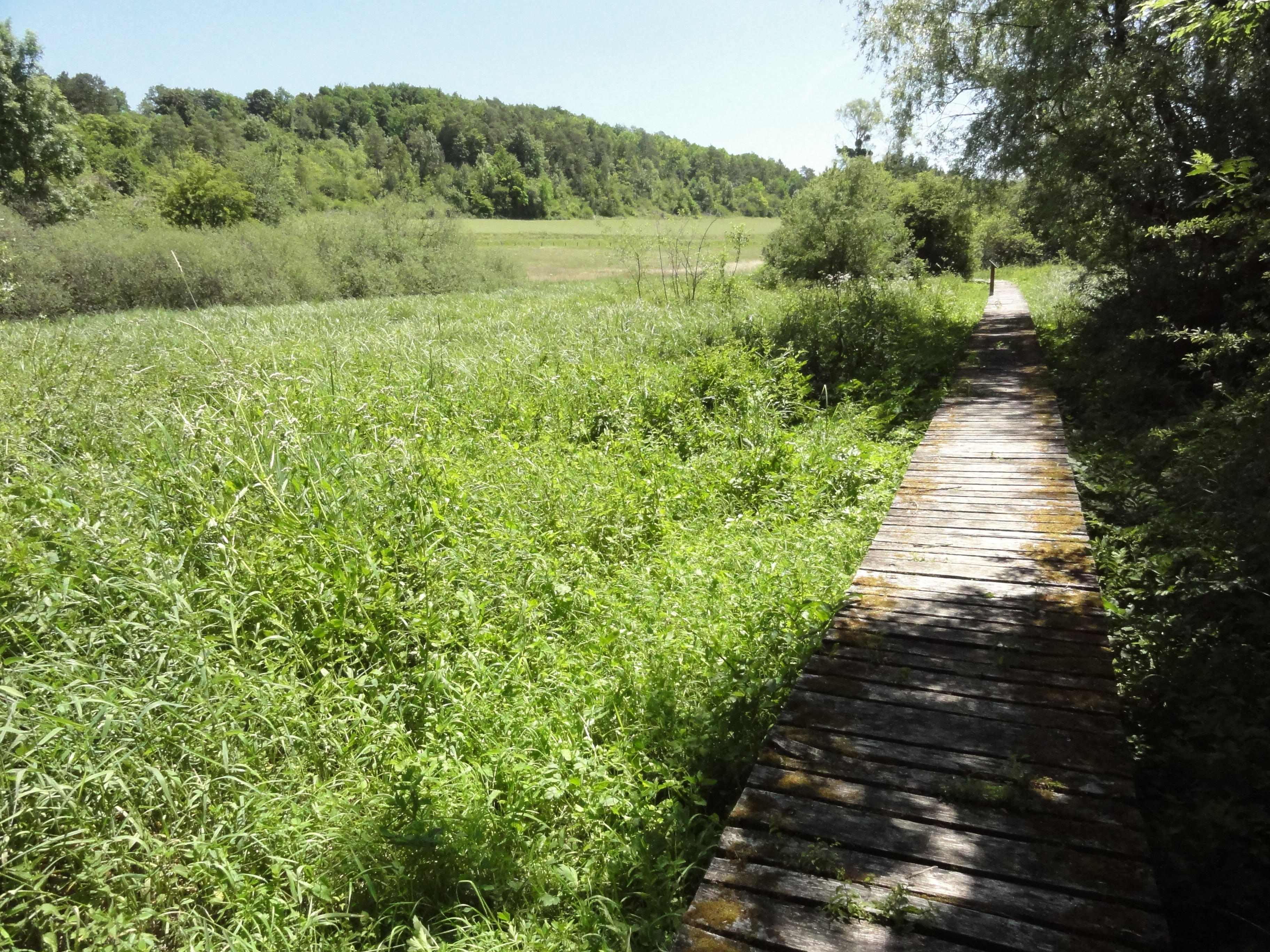
Le marais des Grands Prés à Saucourt-sur-Rognon dans le nord.
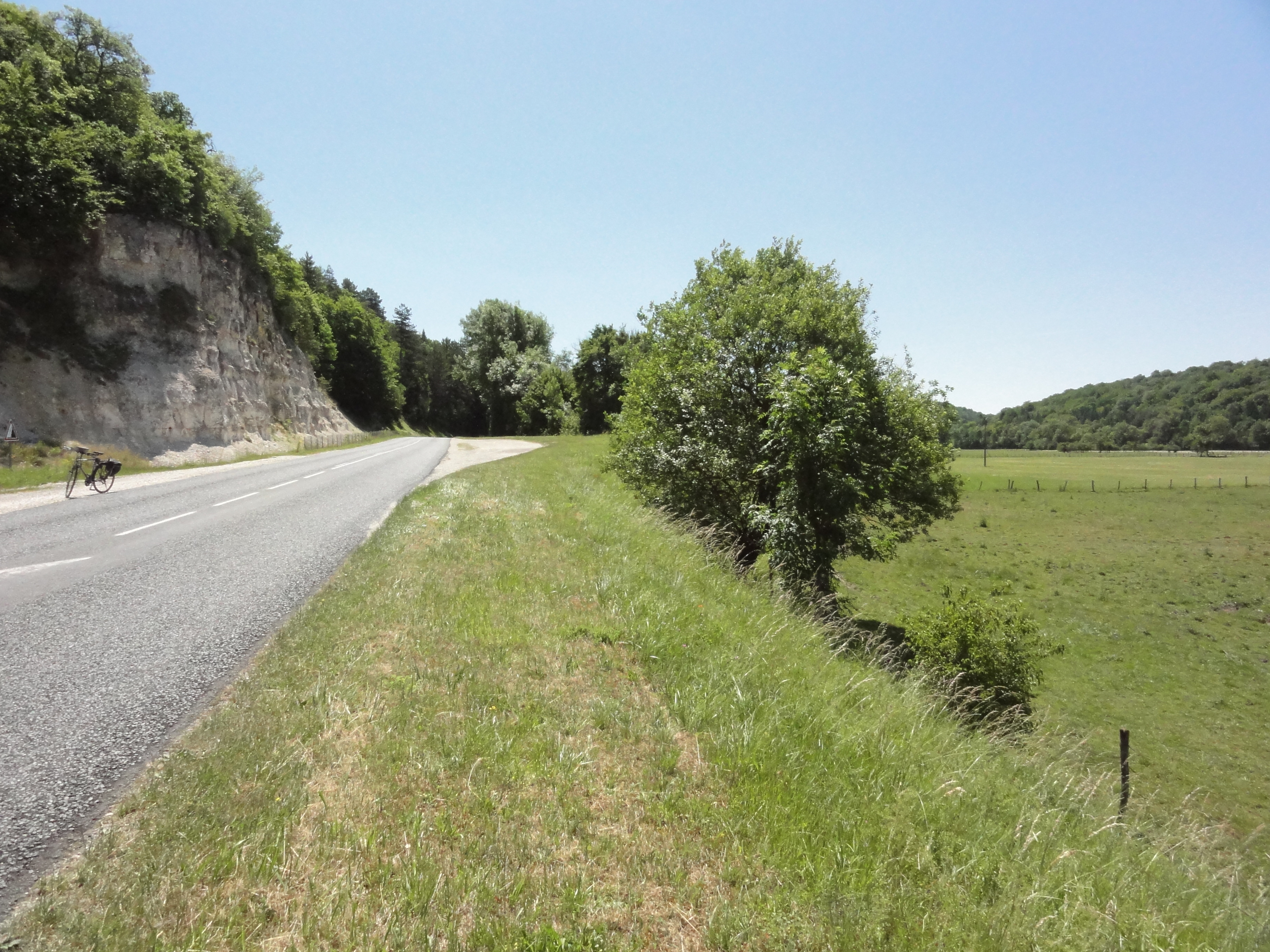
Doulaincourt-Saucourt dans le nord.
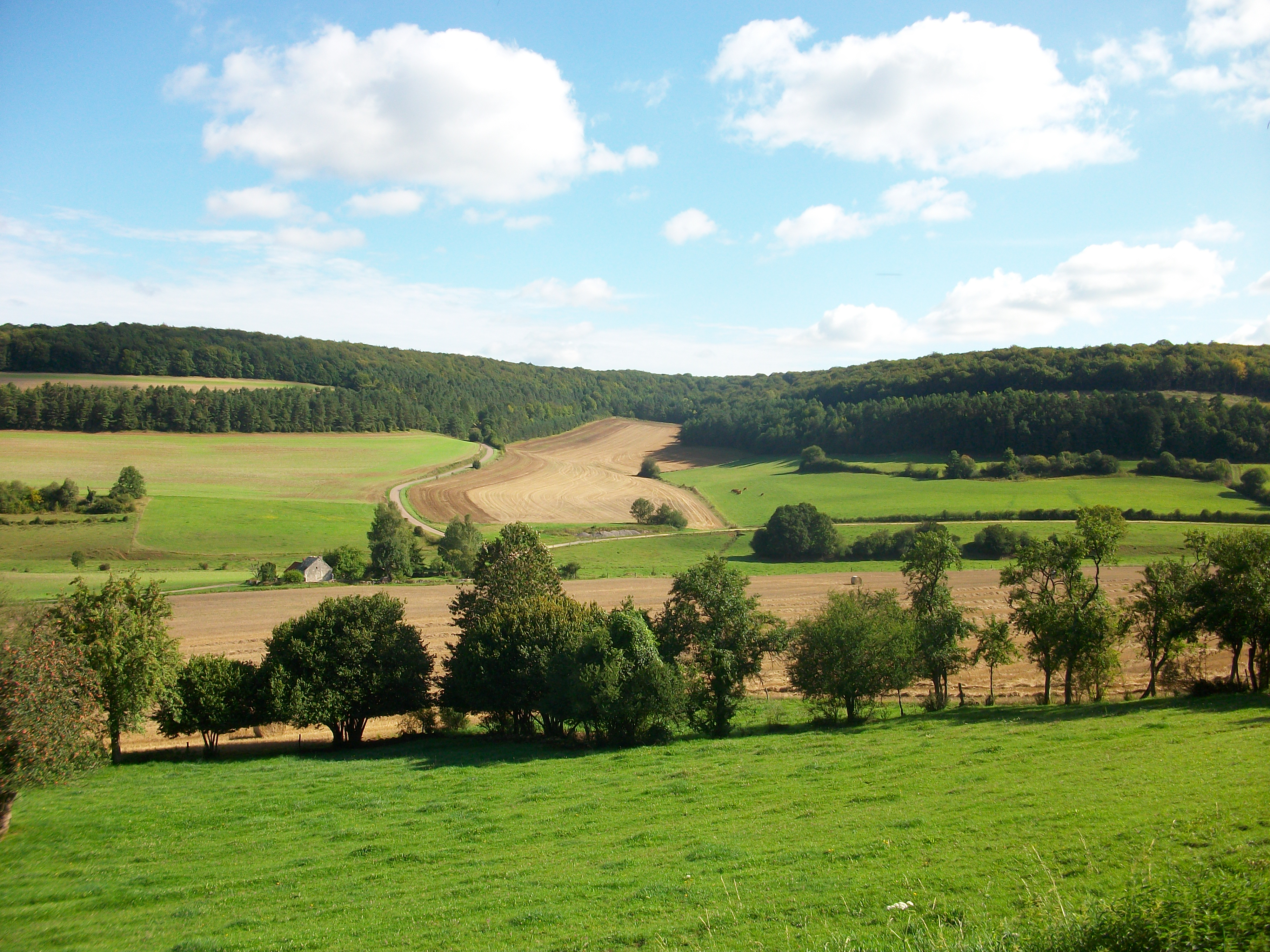
Vitry-en-Montagne dans le sud-ouest.
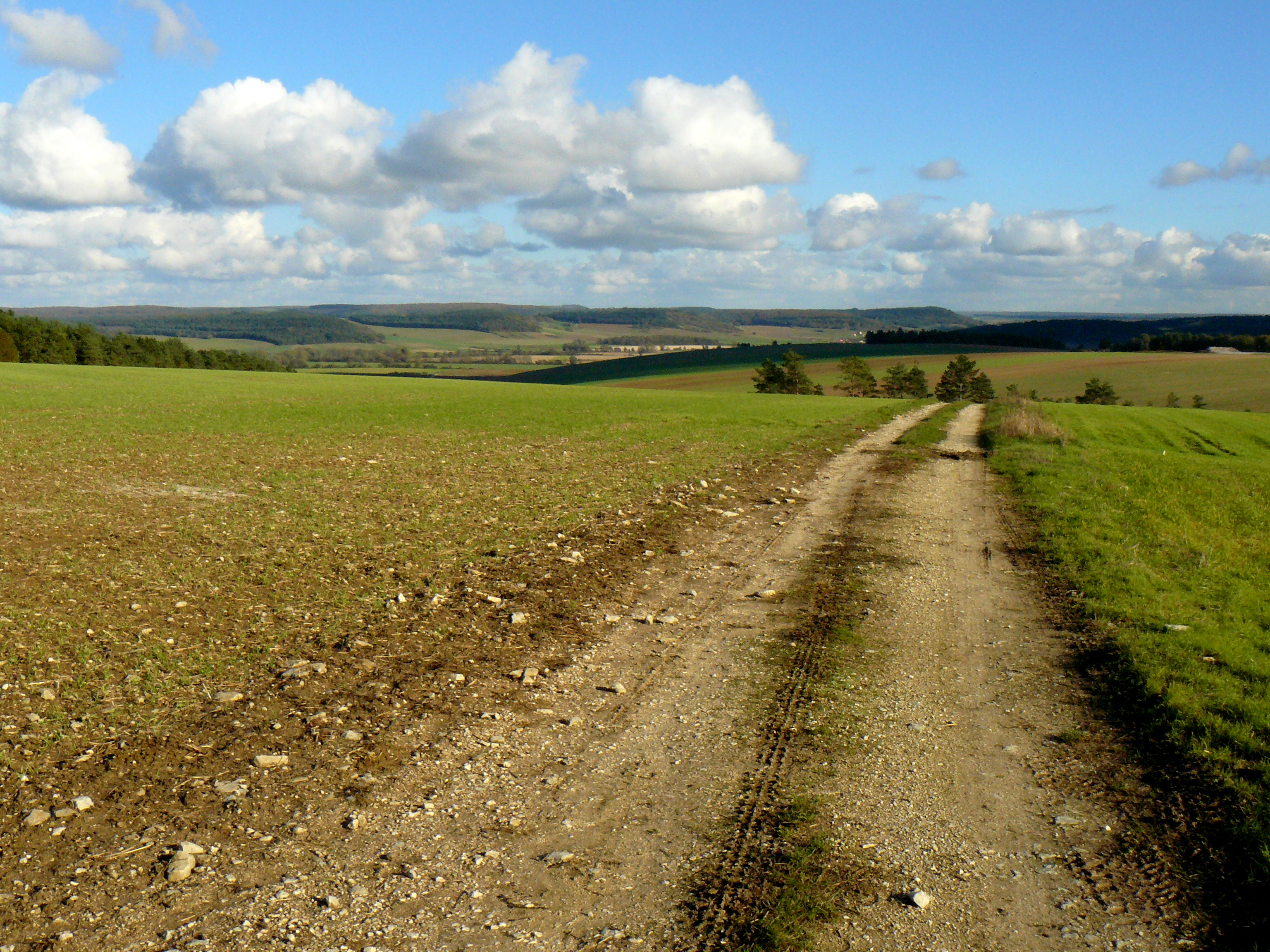
Paysage de Haute-Marne, à proximité de Laferté-sur-Aube à l'ouest.

## Micro-régions naturelles

### Langrois
La micro-région naturelle du Langrois se compose des deux ensembles suivants :
- Langrois ouvert ou « Pays de Langres », correspondant à l'éperon où est bâtie la ville sur l'extrémité nord-est du plateau éponyme et ses replats constituant un piémont accidenté. Ce piémont, interrompu par des fronts de côtes, forme le haut-bassin supérieur de la Marne dont la source est à environ trois kilomètres au sud de Langres. Les retenues de la Liez, de la Mouche et de Charmes régulent l'alimentation en eau du canal de la Marne à la Saône dont le bief de partage est sur le territoire de la micro-région. Sur environ cinq kilomètres, un tronçon de cette section traverse en tunnel le plateau de Langres sous les territoires des communes de Balesmes-sur-Marne et de Noidant-Chatenoy. Les retenues aménagées, dont le niveau d'eau varie selon les périodes de l'année et les besoins du canal, ont une dynamique hydrologique de type fluvial. À l'étiage estival, des vasières et roselières d'une grande richesse biologique s'installent sur leurs berges. Zone de contact avec les plateaux du Barrois forestier au nord-ouest, la dépression du Bassigny au nord-est, les plateaux de la Saône à l'est et la plaine de Vingeanne au sud, le Langrois ouvert est au centre du carrefour constitué par le seuil de Langres. Cette position stratégique est matérialisée par la ceinture de forts construits à l'issue de la guerre franco-prussienne de 1870 pour défendre la position de Langres. La désaffectation militaire de ces ouvrages défensifs en a fait pour certains une station d'hivernage ou d'estivage d'une quinzaine d'espèces de chauves-souris, leur inscription au Réseau Natura 2000 étant justifiée par la présence de cinq espèces de chiroptères menacées.
- Langrois forestier à l'ouest du précédent, zone de contact entre l'extrémité septentrionale du Plateau de Langres et les plateaux du Barrois forestier au nord ainsi que la Côte des Bar à l'ouest. Ce karst de calcaires durs est creusé notamment par le haut-cours supérieur de l'Aube et celui de l'Aujon, un de ses principaux affluents, ainsi que par celui de la Vingeanne. Les étroites gorges de cette dernière entaillent une reculée d'envergure exceptionnelle pour l'orographie du plateau de Langres. Ces cours d'eau et leurs abords ainsi que les massifs forestiers tel que celui d'Arc en limite du Barrois-forestier et les pelouses des quelques secteurs ouverts de la micro-région sont des milieux naturels de tout premier ordre, une dizaine de sites relevant du Réseau Natura 2000. Avec une altitude d'environ 523 m au sommet du Haut-de-Baissey, le relief du Langrois forestier est le plus élevé de l'arrondissement.

### Plaine de Vingeanne
La plaine de Vingeanne est une vallée agricole large de quelques kilomètres parcourue par la rivière éponyme et le ru de Chassigny. Cette plaine, ponctuée de quelques buttes-témoins, marque une séparation entre le plateau de Langres à l'ouest et au nord-ouest, les digitations méridionales des plateaux de la Saône au nord-est (Apance-Amance) ainsi que le plateau de Champlitte à l'est. S'ouvrant vers le sud, elle constitue en outre le seul couloir de communication naturel d'importance entre la haute-plaine de Saône au sud et la haute-vallée de la Marne au nord. Cette topographie lui vaut notamment d'être traversée par le canal de la Marne à la Saône dont la retenue de Villegusien régule l'alimentation en eau.

## Hydrologie

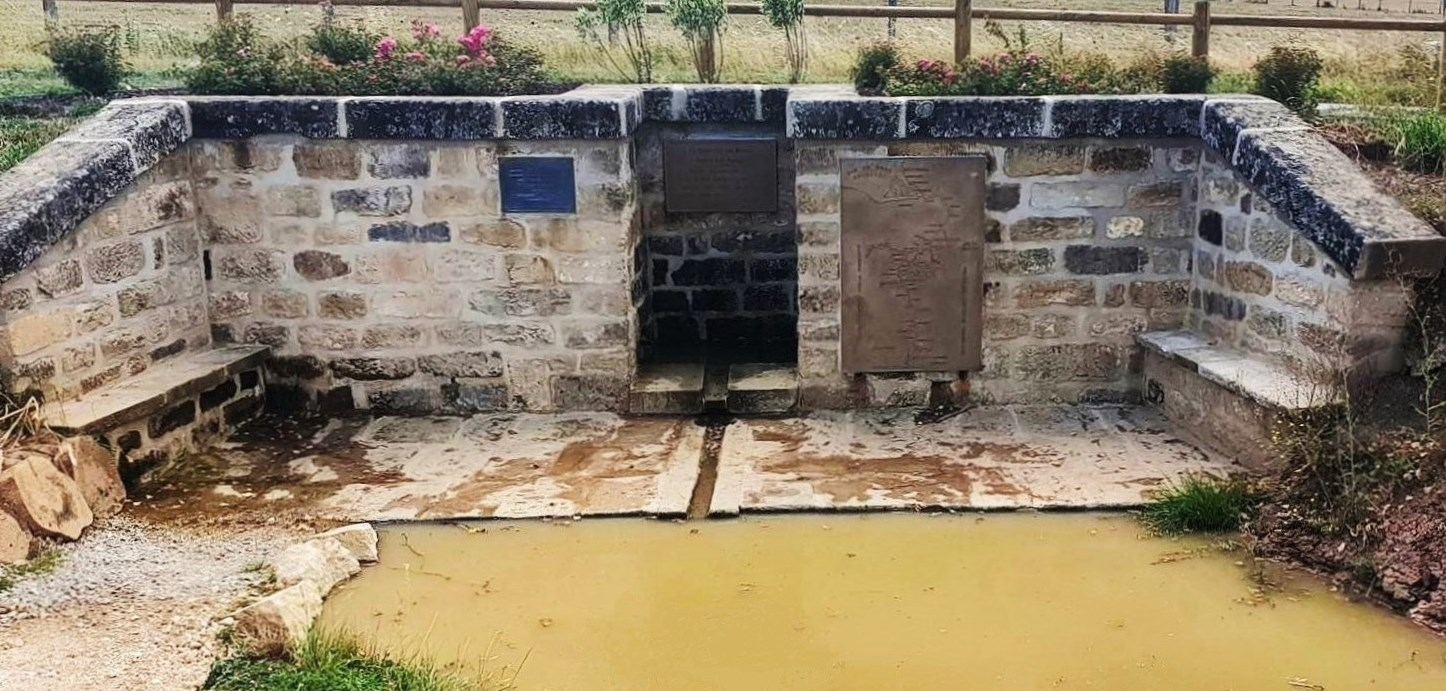
Source n°1 de la Meuse (.Le Châtelet-sur-Meuse)

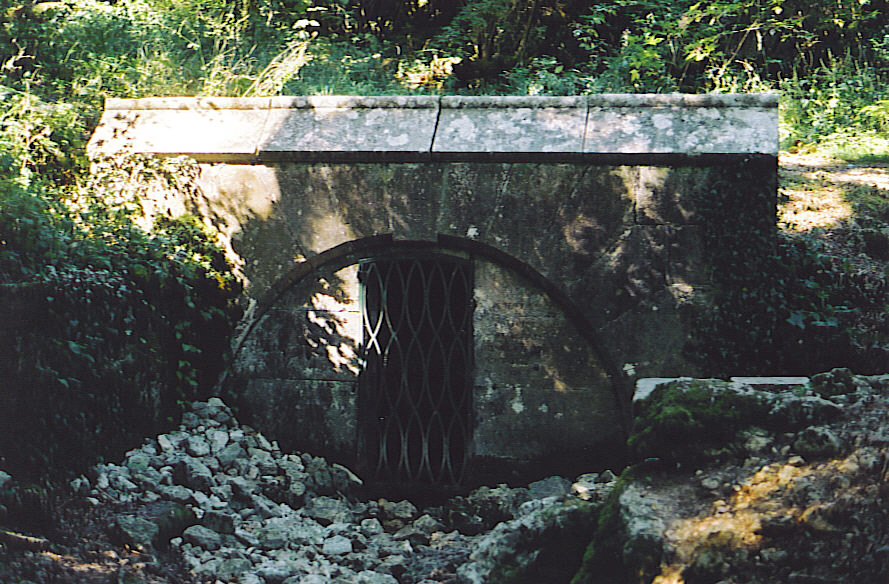
Source de la Marne près de la grotte de Sabinus. (Balesmes-sur-Marne).

Ces fronts de côtes sont largement entaillés par un réseau hydrographique important. La Haute-Marne est considérée comme le château d’eau du nord-est de la France. Environ 500 rivières et ruisseaux courent sur plus de 2 300 kilomètres.
La Meuse prend sa source à Le Châtelet-sur-Meuse ( anciennement Pouilly-en-Bassigny ) .
Affluents de la Seine (qui prend sa source dans la Côte-d'Or), la Marne et l’Aube naissent également sur le plateau de Langres.
Une quinzaine de kilomètres séparent la source de la Marne de celle de la Vingeanne. Si les eaux de la première vont se jeter dans la Manche, celles de la seconde, affluent de la Saône donc indirectement du Rhône, vont vers la mer Méditerranée : le plateau de Langres est donc situé sur une ligne de partage des eaux.
Aux nombreux étangs viennent s’ajouter les réservoirs artificiels. Ceux de Langres (Villegusien, la Mouche, la Liez et Charmes) ont été créés au XIXe siècle pour alimenter le canal de la Marne à la Saône. Le lac du Der, à proximité de Saint-Dizier, sert à la régulation de la Marne. Avec ses 4 800 hectares répartis entre le département et la Marne, c’est plus grand lac artificiel d’Europe.

## Forêts, faune et flore
La Haute-Marne est couverte à 40 % de son territoire par des forêts, soit un peu plus de 250 000 hectares. C’est, en superficie, le 9e département le plus boisé de France. Un projet de Parc national des Forêts de Champagne et Bourgogne devrait aboutir en 2019 associant le département à celui de la Côte-d'Or.
Certains massifs dépassent les 10 000 hectares (Châteauvillain, Arc-en-Barrois). Les deux essences qui dominent sont le chêne et le hêtre.
La faune y est abondante : gros gibiers, cervidés. Le réseau important de sentiers d'exploitation, de découverte et de randonnée permet souvent la découverte de ces animaux. Les chasses y sont renommées car fructueuses.
D'un point de vue floristique, le département est réputé pour être la terre des orchidées sauvages : plus de 30 espèces y ont été déterminées, dont le fameux Sabot de Vénus.

## Démographie
Les habitants de la Haute-Marne sont les Haut-Marnais.